# Бутайнова
Бутайнова (словен. Butajnova) — поселення в общині Доброва-Полхов Градець, Осреднєсловенський регіон, Словенія. 
Висота над рівнем моря: 685,3 м.